# Средние Крупели
Средние Крупели[ударение?] — деревня в Толмачёвском городском поселении Лужского района Ленинградской области.

## История
На карте Санкт-Петербургской губернии Ф. Ф. Шуберта 1834 года на месте современной деревни отмечена харчевня.
Харчевня обозначена и на карте профессора С. С. Куторги 1852 года.

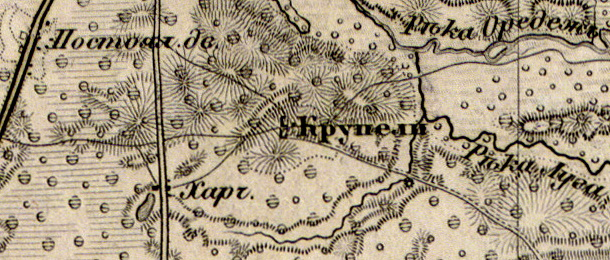
Средние Крупели на карте 1863 года

Согласно карте из «Исторического атласа Санкт-Петербургской Губернии» 1863 года на месте современной деревни также находилась харчевня.
До революции деревня административно относилась к Кологородской волости 2-го земского участка 2-го стана Лужского уезда Санкт-Петербургской губернии.
С 1917 по 1919 год деревня Средние Крупели находилась в составе Кологородской волости Лужского уезда.
С 1920 по 1928 год — в составе Крупельского сельсовета, затем в составе Шаловского сельсовета.
По данным 1933 года деревня Средние Крупели входила в состав Шаловского сельсовета Лужского района.
С 1933 по 1950 год — в составе Лужского сельсовета.
C 1 августа 1941 года по 31 января 1944 года деревня находилась в оккупации.
С 1 июля 1950 года — в составе Толмачёвского сельсовета.
По данным 1966, 1973 и 1990 годов деревня Средние Крупели также входила в состав Толмачёвского сельсовета.
В 1997 году в деревне Средние Крупели Толмачёвской волости проживали 9 человек, в 2002 году — 11 человек (русские — 91 %).
В 2007 году в деревне Средние Крупели Толмачёвского ГП проживали 7 человек.

## География
Деревня расположена в центральной части района к востоку от автодороги Р23 «Псков» (E 95, Санкт-Петербург — граница с Белоруссией).
Расстояние до административного центра поселения — 13 км.
Расстояние до ближайшей железнодорожной станции Толмачёво — 9 км. 
С юго-запада к деревне примыкает озеро Тёмное.

## Демография
| 1997 | 2007 | 2010 | 2017 |
| ---- | ---- | ---- | ---- |
| 9    | ↘7   | →7   | ↗10  |

## Улицы
Волочанская, Лесная, Песчаная, Полевая, Сосновая, Шаловская.